# Jo Vargas
Pour les articles homonymes, voir Audoin, Rouzeau, Audoin-Rouzeau et Vargas.
Jo Vargas (de son vrai nom Joëlle Audoin-Rouzeau) est une peintre contemporaine française née le 7 juin 1957 à Paris. Elle a travaillé essentiellement pour les décors de théâtre et d'opéras.

## Biographie

### Années de formation
Jo Vargas est la fille de l'écrivain Philippe Audoin et d'une mère ingénieur chimiste ; elle est la sœur de l'historien Stéphane Audoin-Rouzeau et la sœur jumelle de l'archéozoologue Frédérique Audoin-Rouzeau, écrivain sous le pseudonyme de Fred Vargas. Jo Vargas a suivi les cours de l'École nationale supérieure des arts décoratifs et réalisé de nombreux décors pour le théâtre et l'opéra.
Le nom d'artiste, Vargas, adopté par les deux sœurs fait référence au rôle joué par Ava Gardner dans La Comtesse aux pieds nus.

### Carrière artistique

#### Expositions
- Einführung zur Ausstellung « Des désordres et des hommes », Café und Galerie Bonngout, Bonn, 1998
- « Un chemin aérien et poétique », Toiles sérigraphiées, depuis la Place Blanche jusqu'à celle des Abbesses, quartier Lepic-Abbesses, Paris, La Fête à Jacques, 2000.
- « Historial de la Grande guerre », Château de Péronne, 28 février au 11 mai 2003. Onze toiles de grand format (220 × 200 cm), faisant face à quinze tableaux de petit format (70 × 70 cm). Un catalogue comprenant vingt reproductions des toiles présentées (93-Montreuil : Impr. Stipa),  (ISBN 2-9510272-9-X), BN 39097592
- « La vie d'artiste : de la cigale à la fourmi», histoire du mouvement social et syndical des artistes interprètes de 1890 à 1960, réalisée à partir des archives de l'Union des artistes et du Syndicat national des artistes, prêtées par le Syndicat français des artistes interprètes. Conception graphique et scénographie: Loïc Loeiz Hamon, Peintre: Jo Vargas. Du 5 novembre au 24 décembre 2003.
- « Toiles récentes », Galerie Pablo Barletta, Saint Germain-des-Prés, juin 2004.
- « Peindre et comprendre la guerre » dans le cadre du 60e anniversaire du Libération et de l'Offensive des Ardennes, une collaboration avec l'artiste hongrois, Janos Sugar et le koweïtien Hamad Khalaf, abbaye de Stavelot, Belgique, du 16 octobre 2004 au 9 janvier 2005.
- En 2013, elle expose au musée des beaux-arts de Gaillac dans le Tarn[1].

#### Dessins
- « Vita nova », Dante Alighieri, adapt. théâtrale de Lulu Ménasé ; trad. de l'italien et prés. par Alain de Libera ; - Paris : Arfuyen, 1997. 2-908825-57-0.